# Борисевич, Роман Юльевич
Рома́н Ю́льевич Борисе́вич (род. 13 марта 1975, Москва) — российский кинопродюсер. В 2003 году основал кинокомпанию «Коктебель», с 2016 года является главой кинокомпании «План 9».
Обладатель Гран-при «Кинотавра» за фильмы «Простые вещи», «Волчок» и «Море волнуется раз», а также премии «Золотой орёл» за фильм «Как я провёл этим летом».

## Биография
Роман Борисевич родился 13 марта 1975 года в Москве. Во время учёбы в школе начал подрабатывать на Московском кинофестивале. В 1997 году окончил экономический факультет Московского государственного университета пищевых производств.
Учился на продюсерском факультете ВГИК до 1999 года. С этого же года работает как независимый продюсер. В 2000 году выпустил свой первый фильм — комедию Ильи Хотиненко «Лицо французской национальности».
В 2000 году создал дистрибьюторскую компанию «CineMAX» (в России компания выпустила фильмы «Такси 2» (2000) и «Такси 3» (2003), «Крокодил Данди в Лос-Анджелесе» (2001), «Звонок» (1998) и «Пила: Игра выживание» (2004); в начале 2010-х годов выпускала боевики с Джейсоном Стэтхемом и Сильвестром Сталлоне: франшиза «Неудержимые» и фильм «Защитник»). В 2010 году при участии Борисевича Сталлоне, Стэтхем и Дольф Лундгрен посетили премьеру «Неудержимых» в Киеве.
В 2003 году создал продюсерскую кинокомпанию «Коктебель», которая сильно повлияла на формирование так называемой «новой русской волны» в российском кинематографе 2000-х годов. Первым фильмом, снятым в её рамках, стал роуд-муви «Коктебель», полнометражный дебют Алексея Попогребского и Бориса Хлебникова, с которым Борисевич познакомился ещё во ВГИКе. Картина стала успешной и получила призы на разных международных фестивалях, в том числе специальный приз жюри «Серебряный Георгий», приз ФИПРЕССИ и диплом российской критики за дебют на XXV Московском кинофестивале, а также приз ФИПРЕССИ «Открытие года» на 57-м Каннском кинофестивале. В российской кинопрессе «Коктебель» сравнивали с дебютным фильмом Андрея Звягинцева «Возвращение», вышедшим в том же году.
Продюсером быть не сложно — скорее, приятно. Но ответственно. Потому что окончательную ответственность за фильм несёт именно продюсер, потому что именно с его молчаливого согласия или при его активном содействии снимаются все фильмы. То есть, без продюсера те фильмы, которые мы смотрим, просто бы не появлялись. Соответственно, на продюсера ложится большая ответственность, потому что эти все фильмы ассоциируются в том числе и с ним.
Впоследствии продолжил сотрудничать с Попогребским и Хлебниковым. Вместе они сняли фильмы «Свободное плавание» (2006), «Простые вещи» (2007), «Сумасшедшая помощь» (2009) и «Как я провел этим летом» (2010). «Как я провел этим летом», завоевавший трех Серебряных Медведей на 60-м Берлинском международном кинофестивале, стал первым российским полнометражным фильмом, снятым на цифровую камеру RED. Эти картины также получили множество призов на фестивалях и закрепили за Борисевичем статус «уникального в России продюсера, который занимается чистым искусством». По мнению сценариста Юрия Арабова, он, наряду с Сергеем Сельяновым, является одним из наиболее талантливых российских продюсеров: «Будет у нас ещё несколько таких продюсеров, как Роман Борисевич, — и ситуация в кинематографе начнет складываться благоприятно. Сергей Сельянов как продюсер также производит любопытные картины, например, два последних фильма Балабанова весьма интересны. Но эти два продюсера, скорее, исключение».
В 2009 году спродюсировал сразу три картины: «Сумасшедшая помощь», «Сказка про темноту» и «Волчок», что послужило началом работы с двумя другими известными российскими режиссёрами — Николаем Хомерики и Василием Сигаревым. Все фильмы участвовали в конкурсной программе XX кинофестиваля «Кинотавр», где «Волчок» получил главный приз. Для Борисевича творчество Сигарева стало открытием, и он доверил ему самостоятельно поставить фильм по собственному сценарию. По его мнению, «благодаря таким фильмам с ярким авторским почерком идет развитие кинематографа, все остальное — подражание чему-то, топтание на месте». Несколько лет спустя они выпустили картину «Жить», также получившую призы на международных фестивалях. В 2021 году Борисевич вернулся к сотрудничеству с Хомерики и Сигаревым: выпустил драматический фильм «Море волнуется раз» с Ольгой Бодровой в главной роли и приступил к съемкам хоррора «Тератома MEDEA» по сценарию Сигарева.
В 2014 году вместе с продюсером и режиссёром Василием Ровенским создал анимационную студию «Лицензионные бренды».
В 2016 году создал кинокомпанию «План 9», основное направление — производство мейнстримовых и арт-мейнстримовых фильмов. В 2021 году работал над двумя крупными фильмами: фантастическим триллером Олега Уразайкина «Свободное падение» с Александром Кузнецовым в главной роли и young adult фэнтези Алексея Попогребского «Самая большая луна». В проектах также используются новые для российского кинематографа технологии — виртуальные декорации и внутрикадровая проекция (3D mapping).

## Фильмография

### Игровые фильмы
- 2000 год — Лицо французской национальности
- 2003 год — Коктебель
- 2006 год — Свободное плавание
- 2007 год — Простые вещи
- 2009 год — Сумасшедшая помощь
- 2009 год — Сказка про темноту
- 2009 год — Волчок
- 2010 год — Как я провел этим летом
- 2012 год — Жить
- 2013 год — Долгая счастливая жизнь
- 2015 год — Тряпичный союз
- 2019 год — Домовой
- 2020 год — Неадекватные люди 2
- 2021 год — Гуляй, Вася! Свидание на Бали
- 2021 год — Море волнуется раз
- 2021 год — Молоко птицы
- 2023 год — Свободное падение
- 2023 год — Самая большая луна

### Анимационные фильмы
- 2017 год — Чудо-Юдо
- 2018 год — Два хвоста
- 2018 год — Принцесса и дракон
- 2019 год — Большое путешествие
- 2020 год — Полное погружение
- 2022 год — Пиноккио. Правдивая история

## Награды и призы
- Награда «Человек года» в рамках XIV премии в области кино и видеобизнеса «Блокбастер»[19]
- Награда «За достижения в профессии продюсера» в рамках 5-го Национального кинофестиваля дебютов «Движение»[20]

### Награды и призы фильмов студий «Коктебель» и «План 9»
| Год  | Фильм                     | Награды |
| ---- | ------------------------- | --- |
| 2003 | «Коктебель»               | - Специальный приз жюри «Серебряный Георгий», приз ФИПРЕССИ и диплом российской критики за дебют на XXV Московском кинофестивале - Награда Филиппа Морриса на XXXVIII Кинофестивале в Карловых Варах - Главный приз «Золотая лилия» на Международном кинофестивале «GoEast» - Специальный приз жюри «За дебют» на кинофестивале «Окно в Европу» (2003) - Приз им. Валерия Фрида за драматургию на кинофестивале о правах человека «Сталкер» - Гран-при жюри на Международном кинофестивале Cinemanila (2004) - Специальный приз на Международном кинофестивале в Брюсселе (2004) - За лучшую мужскую роль второго плана (Владимир Кучеренко) в рамках премии «Золотой Овен» (2003) - Приз ФИПРЕССИ «Открытие года» на Каннском кинофестивале (2004) |
| 2006 | «Свободное плавание»      | - За режиссуру на XVII кинофестивале «Кинотавр» - Приз фонда Андрея Тарковского на XIV кинофестивале «Окно в Европу» - Приз кинокритики и кинопрессы «За тонкую ироническую комедию» фестиваля «Улыбнись, Россия» - За лучший фильм в конкурсе фильмов стран Восточной и Центральной Европы Международного кинофестиваля в Варшаве - За лучший фильм и за лучшую режиссуру в рамках 9-й Национальной премии кинокритики и кинопрессы «Белый слон» |
| 2007 | «Простые вещи»            | - За лучший фильм, лучшую режиссуру, лучшую мужскую роль (Сергей Пускепалис), а также приз Гильдии киноведов и кинокритиков и диплом Леониду Броневому за неоценимый вклад в отечественное киноискусство на XVIII кинофестивале «Кинотавр» - За лучший сценарий в рамках премии «Золотой орел» (2008) - За лучшую мужскую роль второго плана (Леонид Броневой) и лучший сценарий, а также Сергею Пускепалису в категории «Открытие года» в рамках премии «Ника» (2008) - За лучшую мужскую роль (Сергей Пускепалис), премия международной ассоциации кинокритиков (ФИПРЕССИ), приз экуменического (христианского) жюри, а также Леониду Броневому в категории «Особое упоминание» на Кинофестивале в Карловых Варах (2007) - Приз программы «Российские премьеры» на фестивале «Балтийские дебюты» (2007) - За лучшую мужскую роль (Сергей Пускепалис) на фестивале Pacific Meridian (2007) - За лучшую режиссуру и за лучшую мужскую роль (Леонид Броневой) на фестивале «Евразия» (2007) - За лучшую мужскую роль (Сергей Пускепалис) на Всероссийском Шукшинском кинофестивале (2007) - За лучшую мужскую роль (Сергей Пускепалис) и лучшую мужскую роль второго плана (Леонид Броневой) в рамках 10-й Национальной премии кинокритики и кинопрессы «Белый слон» - За лучшую мужскую роль второго плана (Леонид Броневой) на фестивале славянских и православных народов «Золотой Витязь» (2008) |
| 2009 | «Сумасшедшая помощь»      | - За лучшую женскую роль второго плана (Анна Михалкова) в рамках 12-й Национальной премии кинокритики и кинопрессы «Белый слон» - За лучшую мужскую роль второго плана (Сергей Дрейден) в рамках премии «Ника» (2010) - За лучшую режиссуру на Международном кинофестивале «GoEast» - Приз федерации киноклубов России за лучший фильм российской программы на XXXI Московском кинофестивале - Специальный приз газеты «Московский комсомолец» на 7-м фестивале «Московская премьера» |
| 2009 | «Волчок»                  | - За лучший фильм, лучшую женскую роль (Яна Троянова), а также приз имени Григория Горина за лучший сценарий и приз Гильдии киноведов и кинокритиков на XX кинофестивале «Кинотавр» - За лучшую операторскую работу в рамках премии «Ника» (2010) - Приз «Дон Кихот» — особое упоминание на кинофестивале в Карловых Варах (2009) - За лучший фильм на кинофестивале Douro Film Harvest (2009) - За лучший фильм на 5-м Цюрихском кинофестивале - За лучший фильм и лучший дебютный фильм в рамках 12-й Национальной премии кинокритики и кинопрессы «Белый слон» - Приз ФИПРЕССИ, приз Международной федерации киноклубов FICC «Дон Кихот», а также специальный диплом экуменического жюри на 39-м Международном кинофестивале «Молодость» (2009) - Приз имени Александра Абдулова за лучшую женскую роль (Полина Плучек) на 8-м международном фестивале кинодебютов «Дух Огня» - За лучший дебют на фестивале российского кино в Онфлере (2009) - Главный приз Kunst Film Biennale (2009) |
| 2009 | «Сказка про темноту»      | - За лучшую мужскую роль второго плана (Борис Каморзин) на XX кинофестивале «Кинотавр» - За лучшую операторскую работу и лучшую мужскую роль второго плана (Борис Каморзин) в рамках 12-й Национальной премии кинокритики и кинопрессы «Белый слон» |
| 2010 | «Как я провел этим летом» | - Серебряный Медведь за лучшую мужскую роль (Сергей Пускепалис), Серебряный Медведь за лучшую мужскую роль (Григорий Добрыгин) и Серебряный Медведь за выдающиеся художественные достижения (Павел Костомаров) на 60-м Берлинском международном кинофестивале - За лучший фильм, лучший сценарий и лучшую работу оператора в рамках премии «Золотой орел» (2011) - За лучшую режиссуру в рамках премии «Ника» (2011) - За лучшую операторскую работу и лучшую мужскую роль (Сергей Пускепалис и Григорий Добрыгин) в рамках 13-й Национальной премии кинокритики и кинопрессы «Белый слон» - За лучший фильм на 46-м Международном кинофестивале в Чикаго - За лучший фильм на 54-м Лондонском кинофестивале - За лучший фильм на Международном кинофестивале Art Film Fest (2010) - Премия КиноСоюза «ЭЛЕМ» (2011) - За лучший фильм на 1-м Международном кинофестивале стран Арктики «Северное сияние» - За лучший фильм на 3-м фестивале фильмов о науке «CinemaScience» - Специальный диплом жюри на 7-м Ереванском кинофестивале «Золотой абрикос» - Приз Министерства иностранных дел и приз ФИПРЕССИ на Международном кинофестивале «GoEast» |
| 2012 | «Жить»                    | - За лучшую режиссуру, лучшую операторскую работу и приз Гильдии киноведов и кинокритиков на 23-м кинофестивале «Кинотавр» - Главный приз «Золотая лилия» и приз ФИПРЕССИ на Международном кинофестивале «GoEast» в Висбадене (2012) - За лучшую работу оператора и лучшую женскую роль (Ольга Лапшина) в рамках 15-й Национальной премии кинокритики и кинопрессы «Белый слон» - Премия Ольге Лапшине в категории «Кино. Актриса СегоДня» на 3-м Международный фестиваль театра и кино о современности «Текстура» - Специальный приз «Настоящее кино» от сайта Filmz.ru в рамках премии «Жорж» (2013) |
| 2013 | «Долгая счастливая жизнь» | - За лучший сценарий и за лучшую мужскую роль (Александр Яценко) на кинофестивале «Виват кино России!» (2013) - За лучшую мужскую роль (Александр Яценко) на кинофестивале «Созвездие» (2013) - За лучшую мужскую роль (Александр Яценко) на кинофестивале «Край света» (2013) |
| 2015 | «Тряпичный союз»          | - За лучшую мужскую роль (Иван Янковский, Александр Паль, Василий Буткевич, Павел Чинарёв) на 26-м кинофестивале «Кинотавр» - За лучшую режиссёрскую работу и лучшую мужскую роль (Иван Янковский, Александр Паль, Василий Буткевич, Павел Чинарёв), а также приз почетного президента фестиваля Аллы Суриковой на Сахалинском международном кинофестивале «Край света» (2015) - За лучший фильм на фестивале «Улыбнись, Россия!» (2015) - Приз президента кинофестиваля Сергея Соловьева «Цветы Таёжной надежды» на Международном фестивале кинематографических дебютов «Дух огня» (2016) - За лучший игровой фильм на Чебоксарском международном кинофестивале (2016) - За лучший сценарный дебют в полнометражном фильме в рамках премии «Слово» (2016) - Приз международного профессионального жюри за лучший европейский дебют на Международном фестивале детских и юношеских фильмов в Злине (2016) - За лучшую режиссёру на Уральском открытом фестивале российского кино (2016) - За лучший дебют на фестивале «Евразийский мост» (2016) - Премия журнала «Сноб» лучшему фильму года (2016) - За лучший дебют в рамках премии Ассоциации независимых киножурналистов при Союзе кинематографистов РФ «Резонанс» (2016) - Гран-при фестиваля российского кино в Онфлере (2016) |
| 2021 | «Молоко птицы»            | - Приз в секции «Work in progress» на 54-м международном кинофестивале в Карловых Варах - За лучшую операторскую работу на 32-м кинофестивале «Кинотавр» |
| 2021 | «Море волнуется раз»      | - За лучший фильм и лучшую женскую роль (Ольга Бодрова) на 32-м кинофестивале «Кинотавр» |